# Thouars (Adelsgeschlecht)
Thouars war eine Familie des westfranzösischen Adels, die bereits im 9. Jahrhundert als erbliche Vizegrafen von Thouars bezeugt ist. Dieser Stammbesitz wurde innerhalb der Familie bis zu ihrem Aussterben Anfang des 15. Jahrhunderts vererbt.

Das Wappen der Vizegrafen von Thouars

## Geschichte
1203 wurde durch Heirat das Herzogtum Bretagne erworben, das allerdings mangels männlicher Nachkommen mit der nächsten Generation wieder verloren ging. Der gleichartige Erwerb der Grafschaft Dreux 1355 konnte aus dem gleichen Grund nicht gesichert werden.

## Stammliste Auszug

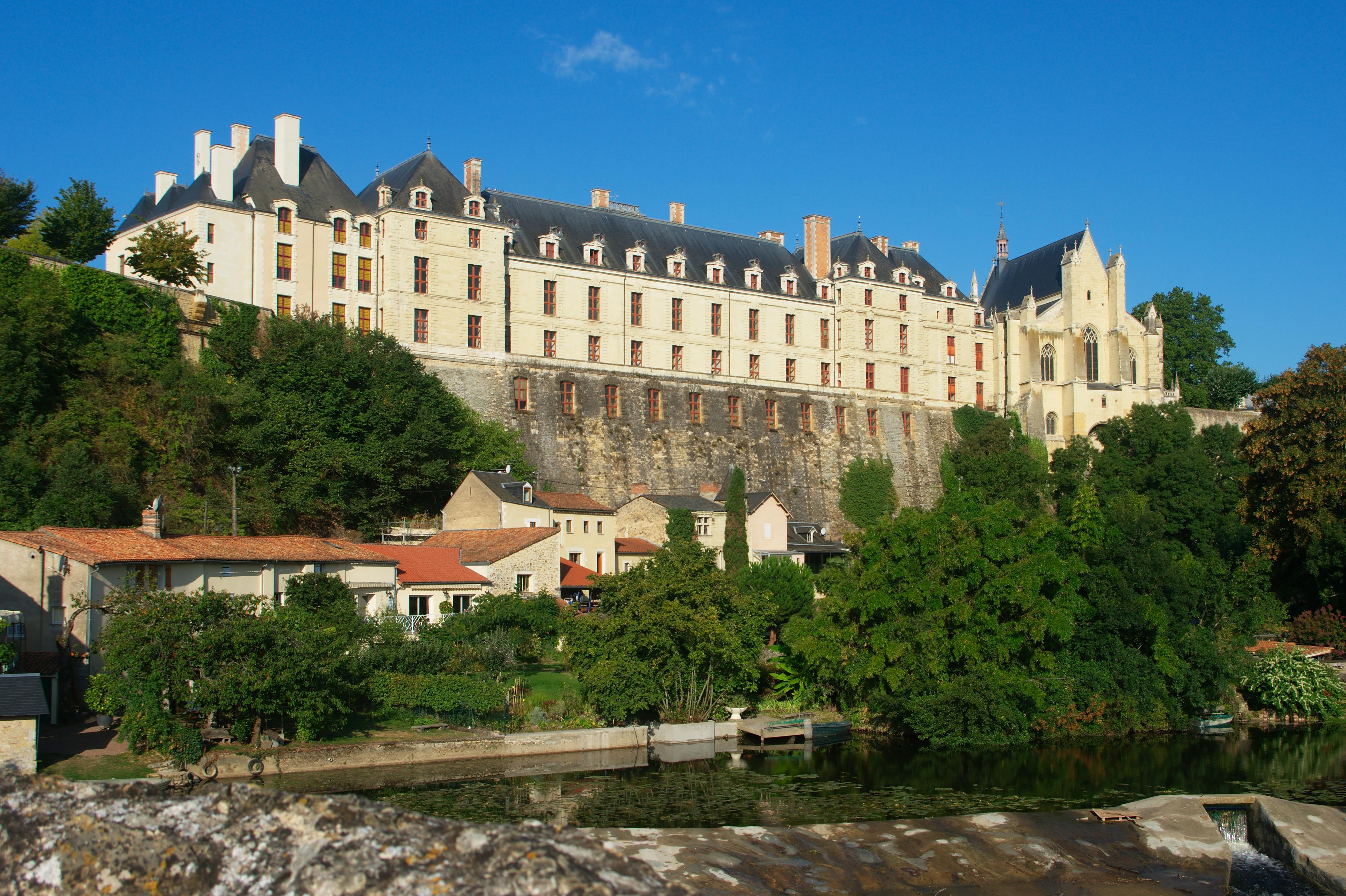
Schloss Thouars. Lediglich die Kapelle geht auf die mittelalterliche Festung zurück.

### Bis Mitte des 12. Jahrhunderts
1. NN, wohl Geoffroy I., Vicomte de Thouars (vicecomes Toarcensis) 876
  1. Savary I., 903/926 Vicomte de Thouars
  2. Adémar, 903/925 Abt von Saint-Maixent und Redon
  3. Aimery I., 924/um 935 Vicomte de Thouars
    1. Savary II., 932-936/955 Vicomte de Thouars
    2. Aimary II., † wohl 956, 935-936/955 Vicomte de Thouars
      1. Herbert (Arbert) I., † vor Januar 987, Vicotme de Thouars, 951/75 bezeugt
        1. Aimery III., † vor um 1000, Vicomte de Thouars 974/99
        2. Savary III., um 980/1004 bezeugt, um 1000 Vicomte de Thouars
          1. Geoffroy II., 1010/um 1055 bezeugt, um 1014 Vicomte de Thouars
            1. Aimery IV., † ermordet 1093, 1050 Vicomte de Thouars, Teilnehmer an der Schlacht von Hastings,
              1. Raoul II., um 1090/94 bezeugt, um 1094 Vicomte de Thouars
              2. Arbert (Herbert) II., X 28. Mai 1102 bei Jaffa
                1. Aimery V., † 1139, 1144 Vicomte de Thouars

              3. Geoffroy III., * 1044, 1088/1123 bezeugt, 1088/1123 bezeugt, 1104 Vicomte de Thouars
                1. Aimery VI., X 1127, 1123 Vicomte de Thouars; ⚭ Mathilde (Agnès) de Poitou, 1106/57 bezeugt, Tochter von Wilhelm VII. (IX.), Herzog von Aquitanien, und Maugeron/Dangerose (Ramnulfiden)
                  1. Guillaume, † vor 1151, 1139 Vicomte de Thouars
                  2. Geoffroy V., 1130/73 bezeugt, 1151 Vicomte de Thouars – Nachkommen siehe unten

                2. Geoffroy, um 1106/1163 bezeugt, 1120 de Tiffauges

              4. Geoffroy IV. de Tiffauges (Tefalgia), 1099/1131 bezeugt, 1131 Vicomte de Thouars
              5. Hildegarde (Aldéarde), † nach 7. Dezember 1099 ; ⚭ Hugo VI. von Lusignan, † 1106/10 (Haus Lusignan)
              6. Aliénor, 1088 bezeugt; ⚭ Boson II. Vizegraf von Châtellerault um 1070/um 1095

            2. Savary IV., um 1029/93 bezeugt, vor 1054 Vicomte de Thouars

        3. Raoul I., † 1014/15, Vicomte de Thouars 993
          1. Auliarde, um 1030 bezeugt ; ⚭ Hugo IV. von Lusignan, wohl 1028/29 (Haus Lusignan)

### Ab Mitte des 12. Jahrhunderts
1. Geoffroy V., 1130/73 bezeugt, 1151 Vicomte de Thouars – Vorfahren siehe oben
  1. Aimery VII., † 1226, Vicomte de Thouars
    1. Guy I., † 1242, 1230 Seigneur de Tiffauges, 1234 Vicomte de Thouars
      1. Aimery IX., † 11. Dezember 1256, 1246 Vicomte de Thouars ; ⚭ Marguerite de Lusignan, † 1288, Tochter von Hugo X. von Lusignan, Graf von La Marche und Angoulême (Haus Lusignan), geschieden von Raimund VII., Graf von Toulouse (Haus Toulouse)
        1. Guy II., † 21. September 1308, Vicomte de Thouars ; ⚭ Marguerite de Brienne, † 1310, Tochter von Jean I. (II.) Graf von Eu (Haus Brienne)
          1. Jean, † 25. Mai 1332, 1317 Vicomte de Thouars, ⚭ Blanche von Brabant, † 1327/31, Tochter von Gottfried von Aerschot, Herr von Aerschot und Vierzon (Stammliste der Reginare)
            1. Louis, † 7. April 1370, Vicomte de Thouars ; ⚭ I Jeanne II. Gräfin von Dreux, † 1355, Tochter von Jean II. Graf von Dreux (Haus Frankreich-Dreux); ⚭ II Isabeau d’Avaugour, Tochter von Henri IV. Baron de Goëllo et de Mayenne und Jeanne de Harcourt
              1. (I) Jean, † vor 1355, Seigneur de La Chaize-le-Vicomte
              2. Simon, † 12. Juli 1365, 1355 Graf von Dreux; ⚭ 12. Juli 1355 Jeanne d’Artois, † 1420, Tochter von Jean d’Artois, Graf von Eu (Haus Frankreich-Artois)
              3. Pernelle, † 31. (oder 31.) Oktober 1397, 1365 Gräfin von 2/3 Dreux, 1370 Vicomtesse de Thouars; ⚭ I Aumaury IV., 1333 Sire de Craon, † 1373 (Haus Craon) ; ⚭ II Clément Rouault dit Tristan, Vicomte de Thouars, † 1396
              4. Isabeau, Gräfin von Dreux et de Benon, ⚭ I Guy II. de Nesle, Seigneur de Mello, Marschall von Frankreich, X 1352 (Haus Clermont); ⚭ II Ingelger I le Grand, Sire d’Amboise, † vor 1373 (Haus Amboise) ; ⚭ II Guillaume d’Harcourt, Seigneur de La Ferté-Imbault, † 1400 (Haus Harcourt)
              5. Marguerite, † nach 1404, Gräfin von 1/3 Dreux; ⚭ I Thomas de Chemillé, Seigneur de Chemillé et de Mortagne (Haus Thouars) ; ⚭ II Guy V Turpin, Seigneur de Crissé et de Vihiers

            2. Jean, Seigneur de La Chaize-le-Vicomte

          2. Hugues II., † 1333, Seigneur de Pouzanges et de Mauléon, 1333 Vicomte de Thouars – Nachkommen † 1462

      2. Renaud, † 1264/69, 1250 Seigneur de Vihiers, 1261 Vicomte de Thouars ; ⚭ Aliénor de Soissons, Tochter von Jean II., Graf von Soissons und Chartres, Sire d’Amboise (Haus Nesle)
        1. Hugues, † 9. Januar 1318, Seigneur de Pouzauges et de Tiffauges

      3. Savary V., † 1269/74, 1269 Vicomte de Thouars

    2. Aimery VIII., † 1246, Sire de La Roche-sur-Yon et de Machecoul, 1242 Vicomte de Thouars; ⚭ Béatrix de Machecoul, Dame de Luçon et de La Roche-sur-Yon, Tochter von Bernard, Sire de Machecoul
      1. Jeanne, † 1258, Dame de Luçon et de la Roche-sur-Yon ; ⚭ I Hardouin, Sire de Maillé et de Rillé, Senschall von Poitou ; ⚭ II Maurice de Belleville, † vor 1279

    3. Guillaume, Seigneur de Lyon-d’Angers, de Chalain et de Chanzeaux, 1250 Seigneur de Condé
    4. Geoffroy, † vor 1250, 1220 Thesaurarius von Saint-Hilaire-de-Poitiers

  2. Hugues I., † 1229/30, 1181 Vicomte de Thouars, 1213 Sire de La Garnache (Ganape), 1220 Sire de Montaigu ; ⚭ Marguerite, Dame de Montaigu, 1239 Dame de La Garnache, de Montaigu et de Machecoul, † 27. November 1241, Tochter von Brient I. Sire de Montaigu, und Agathe, heiratete in zweiter Ehe Peter Mauclerc, Herzog von Bretagne (Haus Frankreich-Dreux)
  3. Guy de Thouars, † 13. April 1213, 1203 Herzog von Bretagne; ⚭ I Constance, Herzogin von Bretagne, † 4. September 1201, Tochter von Conan IV., Herzog von Bretagne (Haus Rennes); ⚭ II um 1203 Eustachie d’Argenton dite de Chemillé, Dame de Chemillé et de Mortagne, † nach 1244, Tochter von Pierre und Sibylle de Mortagne
    1. (I) Alix, † 21. Oktober 1221, 1213 Herzogin von Bretagne; ⚭ 1213 Peter Mauclerc, 1213 Herzog von Bretagne, † 22. Juni 1250 (Haus Frankreich-Dreux)
    2. (I) Catherine, * um 1. Oktober 1201, † 1237/40; ⚭ 1212 André II., Sire de Vitré, † 1250 (Haus Vitré)
    3. (II) Pierre I de Chemillé, † 1254/55, Sire de Chemillé, de Mortagne et de Brissac ; ⚭ I NN ; ⚭ I Éléonore de Porhoet, Dame de La  Chèze, Tochter von Eudon III., Graf von Porhoet, Witwe von Alain V. de Rohan (beide Haus Rohan) – Nachkommen † Anfang des 15. Jahrhunderts

  4. Raymond, um 1150 bezeugt, † 2. Juli vor 1234, 1230 Vicomte de Thouars